# Ignite (canção)
"Ignite" é uma canção do produtor norueguês K-391 com a participação do DJ e produtor de mesma nacionalidade Alan Walker, da cantora também norueguesa Julie Bergan e do cantor sul-coreano Seungri. O seu lançamento ocorreu a 21 de maio de 2018 através da Mer Musikk.

## Faixas e formatos
| Descarga digital |                                                                      |         |  |
| N.º              | Título                                                               | Duração |  |
| 1.               | "Ignite" (com a participação de Alan Walker, Julie Bergan e Seungri) | 3:30    |  |

| EP digital de remisturas |                                                                                               |         |  |
| N.º                      | Título                                                                                        | Duração |  |
| 1.                       | "Ignite" (com a participação de Alan Walker, Julie Bergan e Seungri) (Hellberg Remix)         | 3:25    |  |
| 2.                       | "Ignite" (com a participação de Alan Walker, Julie Bergan e Seungri) (Different Heaven Remix) | 3:11    |  |
| 3.                       | "Ignite" (com a participação de Alan Walker, Julie Bergan e Seungri) (Ahrix Remix)            | 3:37    |  |
| 4.                       | "Ignite" (com a participação de Alan Walker, Julie Bergan e Seungri) (Raiden Remix)           | 3:45    |  |
| 5.                       | "Ignite" (com a participação de Alan Walker, Julie Bergan e Seungri) (Hollaphonic Remix)      | 2:48    |  |
| 6.                       | "Ignite" (com a participação de Alan Walker, Julie Bergan e Seungri) (Panta.Q Remix)          | 3:23    |  |

## Desempenho comercial

### Posições nas tabelas musicais
| Tabela musical (2018)                 | Melhor posição |
| ------------------------------------- | -------------- |
| Bélgica - Ultratop Dance (Valónia)    | 49             |
| Finlândia - Suomen virallinen lista   | 5              |
| Líbano - The Official Lebanese Top 20 | 6              |
| Suécia - Sverigetopplistan            | 13             |